# Malguénac
Malguénac (tiếng Breton: Malgeneg) là một xã ở tỉnh Morbihan trong vùng Bretagne tây bắc Pháp. Xã này có diện tích 38,45 km², dân số năm 1999 là 1657 người. Khu vực này có độ cao từ 73-222 mét trên mực nước biển.
Cư dân của Malguénac danh xưng trong tiếng Pháp là Malguénacois.